# Orphan Rocker
Orphan Rocker in Scenic World (Katoomba, New South Wales, Australien) ist eine Stahlachterbahn, die 1988 von einem australischen Unternehmen gebaut wurde. Aufgrund zahlreicher Probleme wurde die Bahn dann aber nicht eröffnet. Seit den 1990er Jahren wurden Teile der Bahn neu konstruiert und Schienensegmente ausgetauscht. 2006 wurde bekanntgegeben, dass die Arbeiten eingestellt werden. Auch wenn die Schienen nicht abgebaut wurden, ist eine Eröffnung nicht geplant. 2017 wurden einige Teile der Bahn entfernt.
Die 840 m lange Strecke nutzt das Gelände des umgebenden Regenwalds aus. Dazu zählt auch eine Kurve an der Kante einer über 200 m hohen Klippe. Die Wagen sollten über die Fähigkeit verfügen, während der Fahrt von einer Seite zur anderen zu schwingen.